# Kraftwerk Bodendorf
Das Kraftwerk Bodendorf ist ein Lauf-/Speicher-Kraftwerksverbund an der Mur in Bodendorf, Gemeinde Sankt Georgen am Kreischberg und im Gemeindegebiet Stadl-Predlitz, in der Steiermark. Betrieben wird es von der Verbund AG. Es umfasst das Laufkraftwerk Bodendorf-Mur (Niederdruckstufe) und das Speicherkraftwerk Bodendorf-Paal (Mitteldruckstufe).

## Lage
Das Kraftwerk liegt an der oberen Mur, etwas oberhalb von Murau (Flusskilometer 387,7). Die Stauanlage der Mur gehört beidseitig zur Katastralgemeinde Bodendorf. Es erfasst neben der Mur selbst auch das Wasser des Paalbachs und des Turrachbachs, den beiden oberhalb gelegenen größeren rechten Nebenflüssen der Mur, die aus den Gurktaler Alpen kommen. Das Wasser wird über einen etwa 20 Kilometer langen Triebwasserstollen zugeführt.
Bodendorf bildet die Kopfstufe der Kraftwerke im steirischen Murtal. Das Unterwasser des Kraftwerks geht weitgehend direkt in den Stauraum des Kraftwerks St. Georgen über.

## Geschichte
Die Kraftwerksanlage wurden zwischen 1979 und 1982 durch die Steirische Wasserkraft- und Elektrizitäts-AG (STEWEAG) erbaut, mit wasserrechtlicher Genehmigung per 13. Dezember 1978.
Der erste Triebwasserstollen wurde am 8. Juni 1979 angeschlagen. Das Kraftwerk ging 1981, das Speicherwerk August 1982 in Betrieb. Ursprünglich war ein dreistufiger Ausbau zwischen Stadl und Murau geplant, umgesetzt wurden aber nur Bodendorf und St. Georgen. 2002 stieg die Energie Steiermark (ESTAG), die 1996 geschaffene Energie-Dachgesellschaft des Landes, aus der direkten Stromproduktion aus, und das Kraftwerk wurde gegen Holdingsbeteiligungen an die Verbund Hydro Power, die Wasserkraft-Tochter der österreichweiten Verbund AG, übergeben.
2006 und 2012 wurden die regelmäßigen Stauraumspülungen, die im Zuge des Widerstands gegen das Murkraftwerk Graz auch in Kritik gerieten, wissenschaftlich untersucht. Das ursprüngliche Volumen des Stauraums betrug 900.000 m³, davon waren bis 1994 schon gut 2⁄3 mit Schwemmsedimenten befüllt, daher wurden ab Mitte der 1990er die Spülungen alle zwei bis drei Jahre notwendig. Die mittlere Verlandung wird auf 35.000 m³ pro Jahr an Grob- und Feinmaterial geschätzt, beim Alpenhochwasser 2005 betrug sie etwa das doppelte.
Für den 2. Nationalen Gewässerbewirtschaftungsplan (NPG) 2015, der die EU-Wasserrahmenrichtlinie (WRRL) weiter umsetzt, ist gefordert, das Kraftwerk mit einer Fischaufstiegshilfe auszustatten.

## Anlage
Die beiden Kraftwerke teilen sich ein gemeinsames Krafthaus mit Betriebsgebäude, Schalthaus und Freiluft-Schaltanlage, links der Mur. Dabei wird das abgearbeitete Wasser der Mitteldruck-Anlage über ein Beruhigungbecken der Oberwasser-Seite der Niederdruck-Stufe zugeleitet, und dort nochmals zur Energiegewinnung verwendet.
Der Strom wird über eine 110-kV-Freileitung zum Umspannwerk Teufenbach (Mitteldruckstufe) und 30-kV-Leitungen nach Teufenbach, St. Georgen und Predlitz (Niederdruckstufe) abgeleitet. Zusammen erzeugen die beiden Kraftwerksanlagen Strom für 44.000 Haushalte.
Im Maschinenhaus stehen auch zwei 400-kVA-Eigenbedarfstrafos von Brown Boveri für die gesamte Anlage (Mur und Paal) und ein Volvo-Dieselmotor mit einem Hitzinger 135-kVA-Generator als Notstromversorgung der Werke St. Georgen und Bodendorf. Das Kraftwerk St. Georgen ist unbesetzt, es wird vollautomatisch vom Prozessrechner in Bodendorf aus gesteuert und überwacht.

### Laufkraftwerk Bodendorf-Mur
Die Wehranlage des Laufkraftwerks hat zwei Felder mit einer lichten Weite von je 12,0 m und einer Verschlusshöhe von 8,5 m. Das Stauziel liegt bei 853 m ü. A., bei einer Sohlhöhe der Mur von 845,5 m ü. A. Das Unterwasser liegt bei 836,2 m ü. A. Der Stauraum reicht gut 2 Kilometer aufwärts bis St. Ruprecht.
Die fünfflügelige Kaplan-Spiralturbine mit einer Nennleistung von 7.415 kW (bei 214,3/min) hat einen Laufrad-Durchmesser von 2,7 m, und wurde von der Maschinenfabrik Andritz hergestellt. Angeschlossen ist ein 8500-kVA-Drehstrom-Synchrongenerator und entsprechender Maschinentransformator, der auf 30 kV hochspannt, beide von ELIN.

### Speicherkraftwerk Bodendorf-Paal
Die Zuleitung zum Speicherkraftwerk erfolgt durch einen Druckstollen. Sein Wasserschloss liegt rechts im Tal am Hang des Ochsenbergs, mit 305 m Rohrfallhöhe.
Von dort führt ein 9,17 Kilometer langer Triebwasserstollen südwestwärts an den mittleren Paalbach. Der Kleinspeicher Paal liegt bei der Stöllerhütte zwischen Würflinghöhe und Prankerhöhe auf 1158 m ü. A. (Stauziel, ⊙). Sein Speicherinhalt beträgt 220.000 m³.
Ein weiterer Stollen, 8,90 Kilometer lang, bindet den Turrachbach an. Die Bachfassung Turrachbach liegt auf der anderen Seite der Würflinghöhe, gut 3 Kilometer talauswärts von Turrach, etwas oberhalb der Forsthäuser, auf ca. 1170 m ü. A. (⊙). Östlich ist noch der Minibach mitgefasst (⊙).
Angetrieben wird eine Francis-Spiralturbine mit 1,354 m Durchmesser und einer Nennleistung von 27.260 kW (bei 10 m³/s Durchfluss) von Andritz, ein 31.000-kVA-Drehstrom-Synchrongenerator und ein 10,5-/110-kV-Transformator, ebenfalls beide von ELIN.

## Natur und Freizeit
Der Stauraum der Laufkraftwerks ist Fischereirevier, und mit Bach- und Regenbogenforellen sowie Äschen besetzt. Mit der Wiederdurchgängigmachung soll sich ein natürlicherer Bestand einstellen.
Die Anlage gehört im vollen Umfang zum Europaschutzgebiet Ober- und Mittellauf der Mur (FFH, AT2236000/Nr. 5).
Am Südufer des Stauraums (rechtsufrig) verläuft der Murradweg.